# 三好市立政友小学校
三好市立政友小学校（みよししりつ まさともしょうがっこう）は、徳島県三好市山城町政友にあった公立小学校。
2017年（平成29年）3月31日に休校になった。

## 沿革
- 2006年 - 町村合併のため三好市立政友小学校となる。
- 2017年（平成29年）3月31日 - 休校[1]。